# رونالدو تريس
رونالدو تريس (بالبرتغالية: Ronaldo Tres‏) هو لاعب كرة قدم برازيلي في مركز الوسط، ولد في 13 فبراير 1987 في Rodeio Bonito ‏ في البرازيل. لعب مع ريد بل براغانتينو ونادي غواراني ونادي فيغورينسي ونادي كورينثيانز.